# مجلس الدولة لجمهورية باشكورستان
 مجلس الدولة — كورولتاي ( (بالباشقيرية: Дәүләт Йыйылышы — Ҡоролтай)‏، Däwlät Yıyılışı - Qoroltay ؛ (بالروسية: Государственное собрание — Курултай)‏، Gosudarstvennoje sobranije - Kurultaj ) هو الممثل الأعلى والتشريعي لجمهورية باشكورتوستان. يتم انتخاب أعضائه لمدة خمس سنوات.
يشمل اختصاص مجلس الدولة اعتماد وتعديل دستور باشكورستان، وتعريف السياسة الداخلية والخارجية التعامل مع تغيير الحدود، وتعريف الهيكل الإداري والإقليمي، والموافقة على ميزانية الدولة.
وقد خلف مجلس السوفيات الأعلى في عام 1995 وله مجلسان: مجلس النواب والمجلس التشريعي. يرأس رئيس مجلس الدولة كلا المجلسين.
رئيس مجلس الدولة هو كونستانتين تولكوف منذ مارس 1999.